# Закучац
Закучац је насељено место у саставу града Омиша, Сплитско-далматинска жупанија, Република Хрватска.

## Историја
До територијалне реорганизације у Хрватској налазио се у саставу старе општине Омиш.

## Становништво
На попису становништва 2011. године, Закучац је имао 148 становника.
| Број становника по пописима | Број становника по пописима | Број становника по пописима | Број становника по пописима | Број становника по пописима | Број становника по пописима | Број становника по пописима | Број становника по пописима | Број становника по пописима | Број становника по пописима | Број становника по пописима | Број становника по пописима | Број становника по пописима | Број становника по пописима | Број становника по пописима | Број становника по пописима |
| --------------------------- | --------------------------- | --------------------------- | --------------------------- | --------------------------- | --------------------------- | --------------------------- | --------------------------- | --------------------------- | --------------------------- | --------------------------- | --------------------------- | --------------------------- | --------------------------- | --------------------------- | --------------------------- |
| 1857                        | 1869                        | 1880                        | 1890                        | 1900                        | 1910                        | 1921                        | 1931                        | 1948                        | 1953                        | 1961                        | 1971                        | 1981                        | 1991                        | 2001                        | 2011                        |
| 113                         | 132                         | 144                         | 156                         | 180                         | 184                         | 176                         | 228                         | 218                         | 206                         | 1.045                       | 259                         | 181                         | 159                         | 153                         | 148                         |

### Попис1991.
На попису становништва 1991. године, насељено место Закучац је имало 159 становника, следећег националног састава:
| Попис 1991.‍  | Попис 1991.‍  | Попис 1991.‍ | Попис 1991.‍ | Попис 1991.‍ |
| ------------ | ------------ | ----------- | ----------- | ----------- |
|              |              |             |             |             |
| Хрвати       | Хрвати       |             | 139         | 87,42%      |
| Муслимани    | Муслимани    |             | 11          | 6,91%       |
| Југословени  | Југословени  |             | 3           | 1,88%       |
| Срби         | Срби         |             | 2           | 1,25%       |
| Пољаци       | Пољаци       |             | 1           | 0,62%       |
| неопредељени | неопредељени |             | 3           | 1,88%       |
| укупно: 159  |              |             |             |             |